# Шандарин, Сергей Фёдорович
Шандарин, Сергей Фёдорович (род. 1947) — российский учёный, доктор физико-математических наук, профессор факультета физики Канзасского университета физики в Лоуренсе. Занимается космологией, астрономией. Основоположник теории образования крупномасштабных структур Вселенной («Теория блинов»). Занимался моделированием сверхскоплением объектов во Вселенной.

## Биография
Родился в 1947 году, в деревне Усково Московской области.

### Образование
1971 год — окончил Московский физико-технический институт. Ученик академика Зельдовича.

### Научная степень
1974 год — защитил степень кандидата наук.
1984 год — защитил степень доктора наук, на тему: «Исследование нелинейных процессов в гравитирующей холодной среде слабовзаимодействующих частиц».

### Работа
- Институт прикладной математики имени М.В. Келдыша РАН.
- Институт физических проблем имени П. Л. Капицы РАН.
- С 1989 года — Канзасский университет в Лоуренсе.

### Научный вклад
Работы в теории гравитационной неустойчивости, способствующие пониманию образования сверхскоплений галактик во Вселенной.

### Достижения
2001 год — почётный член Американского физического общества.

## Научная деятельность
В архиве электронных препринтов ArXiv.org есть ссылки на 65 статей написанных с участием С. Ф. Шандарина.